# Guilherme de Monferrato, conde de Jafa e Ascalão
Guilherme de Monferrato (início da década de 1140 — Ascalão, junho de 1177), cognominado Guilherme Longa-Espada (Guglielmo Lungaspada ou Spadalunga em italiano, Guilhelm Longa-Espia em occitano, Gullielmus Spatam-longam em latim), foi conde de Jafa e Ascalão jure uxoris de 1176 até à sua morte, pelo seu casamento com Sibila de Jerusalém.
A sua família ficou intimamente ligada às cruzadas: primogénito do marquês Guilherme V de Monferrato com Judite de Babemberga, o seu pai participou da Segunda Cruzada (e voltaria à Terra Santa pelo nascimento do seu filho Balduíno V); o seu irmão Conrado participou da Terceira Cruzada e foi rei de Jerusalém; e outro irmão, Bonifácio I, foi um dos principais líderes da Quarta Cruzada. Era também sobrinho de Conrado III da Germânia, primo de Frederico Barbarossa e de Luís VII de França.

“Minha canção, não irás tu ao ultramar,
e, por Deus, dizer à minha senhora
que em grande dor e desgosto
me faz estar noite e dia.
Diz a Guilherme Longa Espada,
boa canção, que ele te dê a ela
e depois vai a ela confortá-la.”

— Tradução livre de Em abril, quando vejo verdejar, Peire Bremon lo Tort
A primeira menção conhecida ao epíteto Longa Espada de Guilherme (alegadamente referente à sua proeza militar e que o diferenciava do pai, conhecido como Guilherme o Velho) encontra-se na canção En abril, quan vei verdeyar, composta no final de 1176 ou início de 1177 pelo trovador Peire Bremon lo Tort. Guilherme de Tiro converteu o seu nome em latim para Longaspata na sua Historia rerum in partibus transmarinis gestarum, escrita no início da década de 1180 e usada desde então pelos historiadores.
Apesar das suas boas perspectivas como herdeiro de um dos grandes senhores do norte da Itália, com muitas ligações a tronos reais e imperiais, e da beleza física comum à sua família, só se casou depois dos 30 anos de idade. Em 1167, o seu pai tentara combinar casamentos para Guilherme e Conrado com as filhas de Henrique II da Inglaterra ou as irmãs de Guilherme I da Escócia - mas as negociações falhariam: com a Inglaterra devido à consanguinidade (a sua mãe era parente de Leonor da Aquitânia); com a Escócia porque entretanto essas princesas casaram-se.

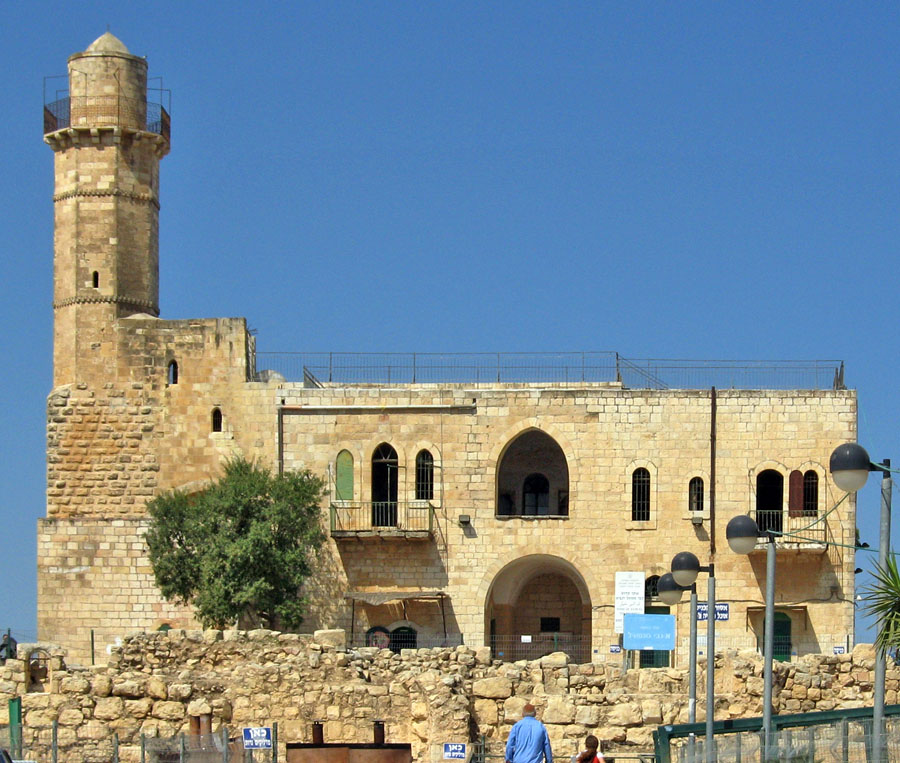
Túmulo do profeta Samuel em an-Nabi Samwil, Cisjordânia, sede da Ordem de Montjoie

Em 1176, Guilherme Longa Espada foi escolhido pelo conde Raimundo III de Trípoli e por Balduíno IV de Jerusalém para se casar com a irmã do rei leproso, Sibila. Foi enviada uma missão diplomática a Monferrato, e tanto Guilherme V como o seu filho consentiram com o matrimónio. Desembarcado em Sídon em outubro, prestou imediatamente o juramento de vassalagem a Balduíno IV e consumou a união.
Com o casamento recebeu o Condado de Jafa e Ascalão para seus domínios no Levante, e esperava-se que subisse ao trono com Sibila assim que Balduíno ficasse incapacitado. O cronista Guilherme de Tiro descreveu o conde como alto, loiro e belo; inteligente, corajoso, guerreiro experiente, generoso, honesto e despretensioso, com tendência a comer e beber copiosamente, mas não de modo a toldar o seu raciocínio.
Com a autorização do rei, Guilherme e Reinaldo de Châtillon concederam terras à nova ordem militar castelhana de Montjoie, comandada pelo conde Rodrigo Álvarez de Sarria. Mas as actividades do conde de Jafa e Ascalão no Ultramar seriam breves: adoeceu com uma febre, provavelmente malária em Ascalão em abril de 1177, e lá morreu em junho, deixando Sibila grávida com o futuro rei Balduíno V. O seu corpo foi levado para Jerusalém e sepultado no Hospital de São João.

Brasão de armas dos marqueses de Monferrato